# Руські Пекляни
Руські Пекля́ни (словац. Ruské Pekľany, угор. Pillerpeklén) — колишнє село в Словаччині, нині частина села (obce, громади) Любовець, округ Пряшів, Пряшівський край.

## Географія
Руські Пекляни розташовані за 2 км на північний захід від центру села Любовець та за 26,5 км на південь від міста Кошиці.

## Історія
Перша згадка 1335 року як Poculnyk. Історичні назви: Poklen (1427), Orosz Peklín, Peklanky (1773), Peklani (1786), Ruské Peklany (1808), Pekľany (1920), Ruské Pekľany (1927); угор. Pillerpeklén. 
1787-го року в селі 34 будинки та 227 мешканців.
У 1964 році село Руські Пекляни було приєднане до сусіднього села Любовець.

## Населення
Станом на 2011 рік у Руських Пеклянах мешкало 64 особи.

## Культові споруди
У Руських Пеклянах є греко-католицький костел, збудований 1865 року.

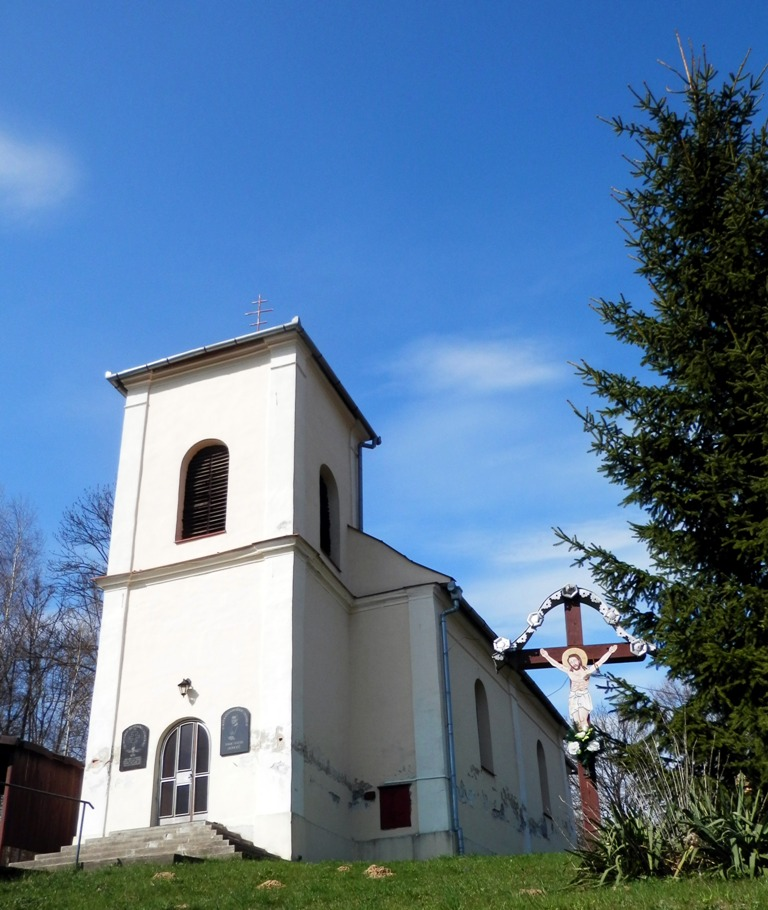
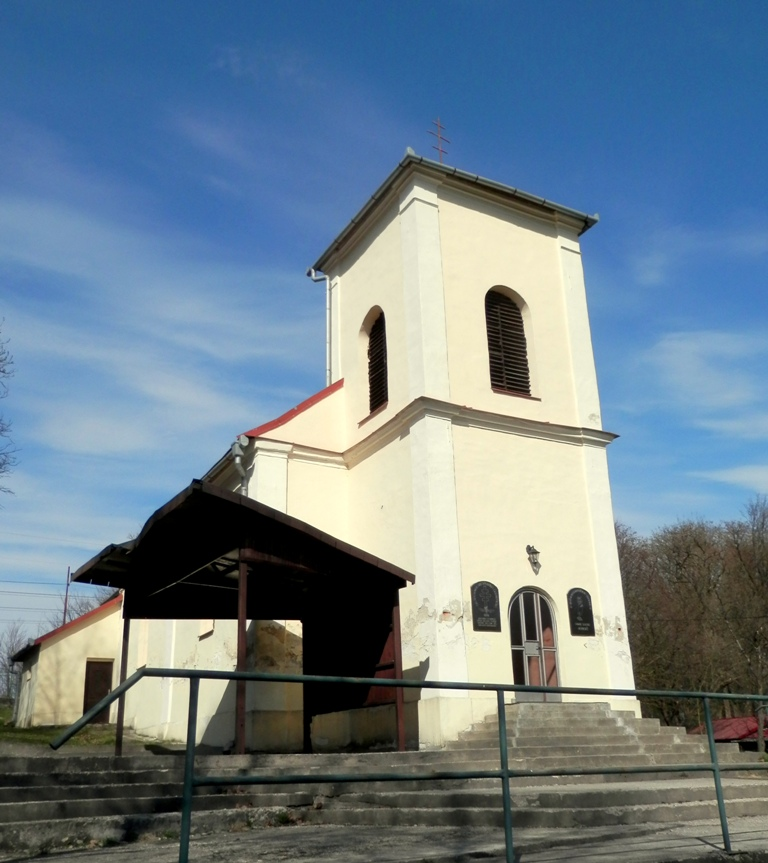
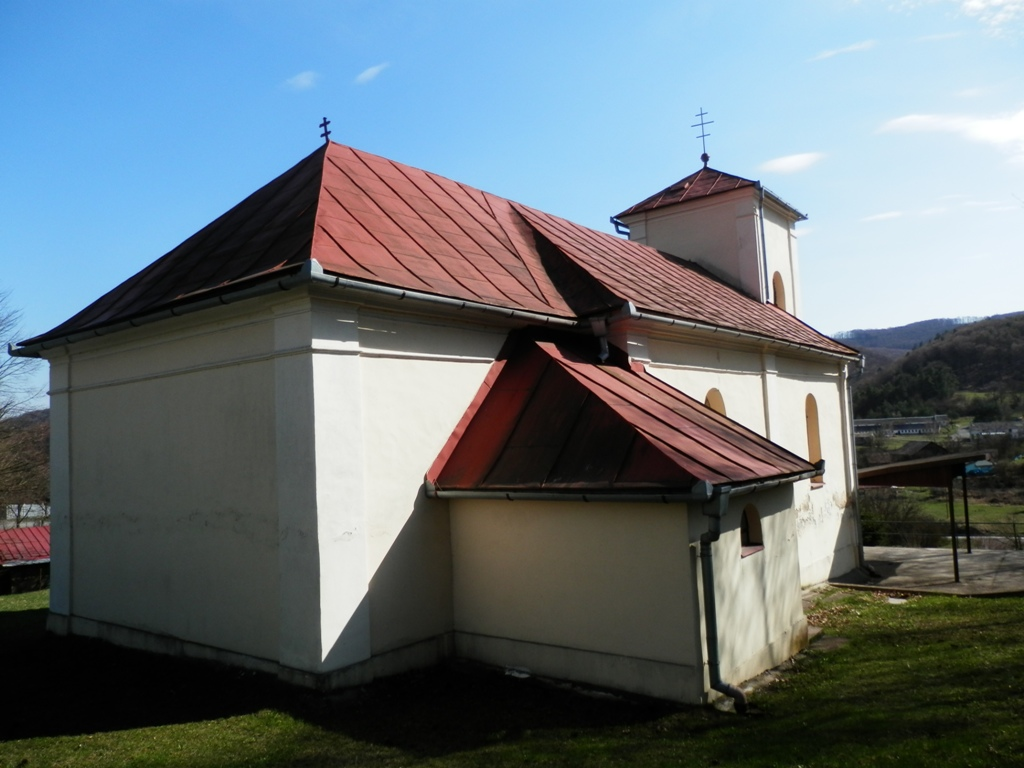
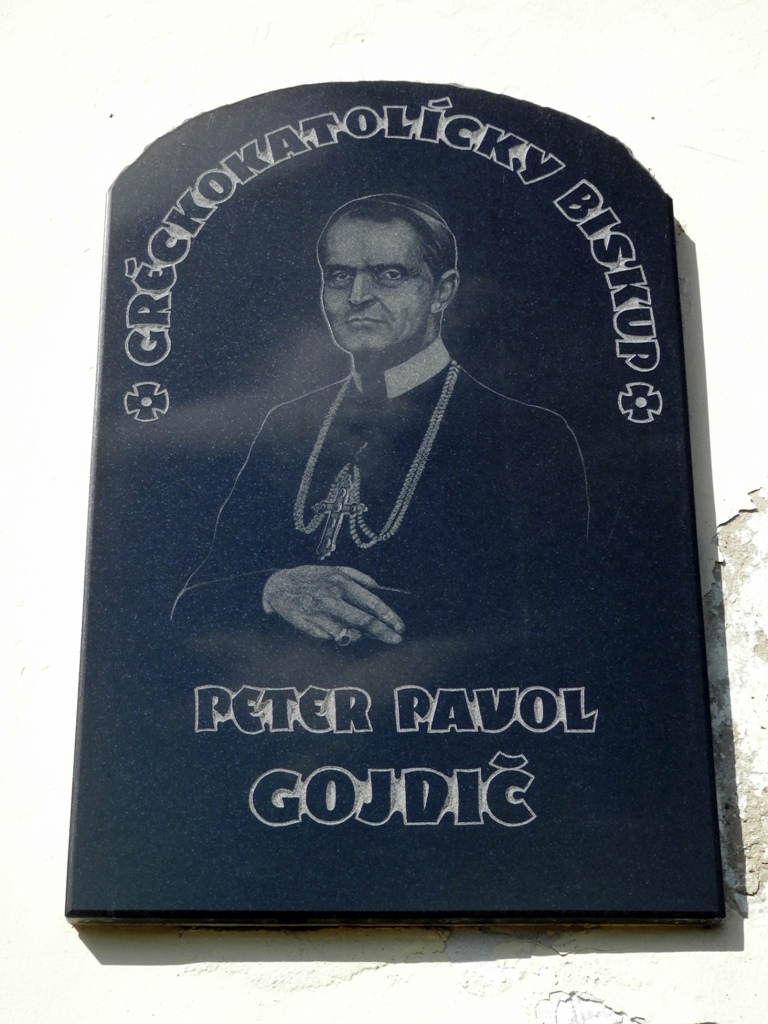

## Світлини

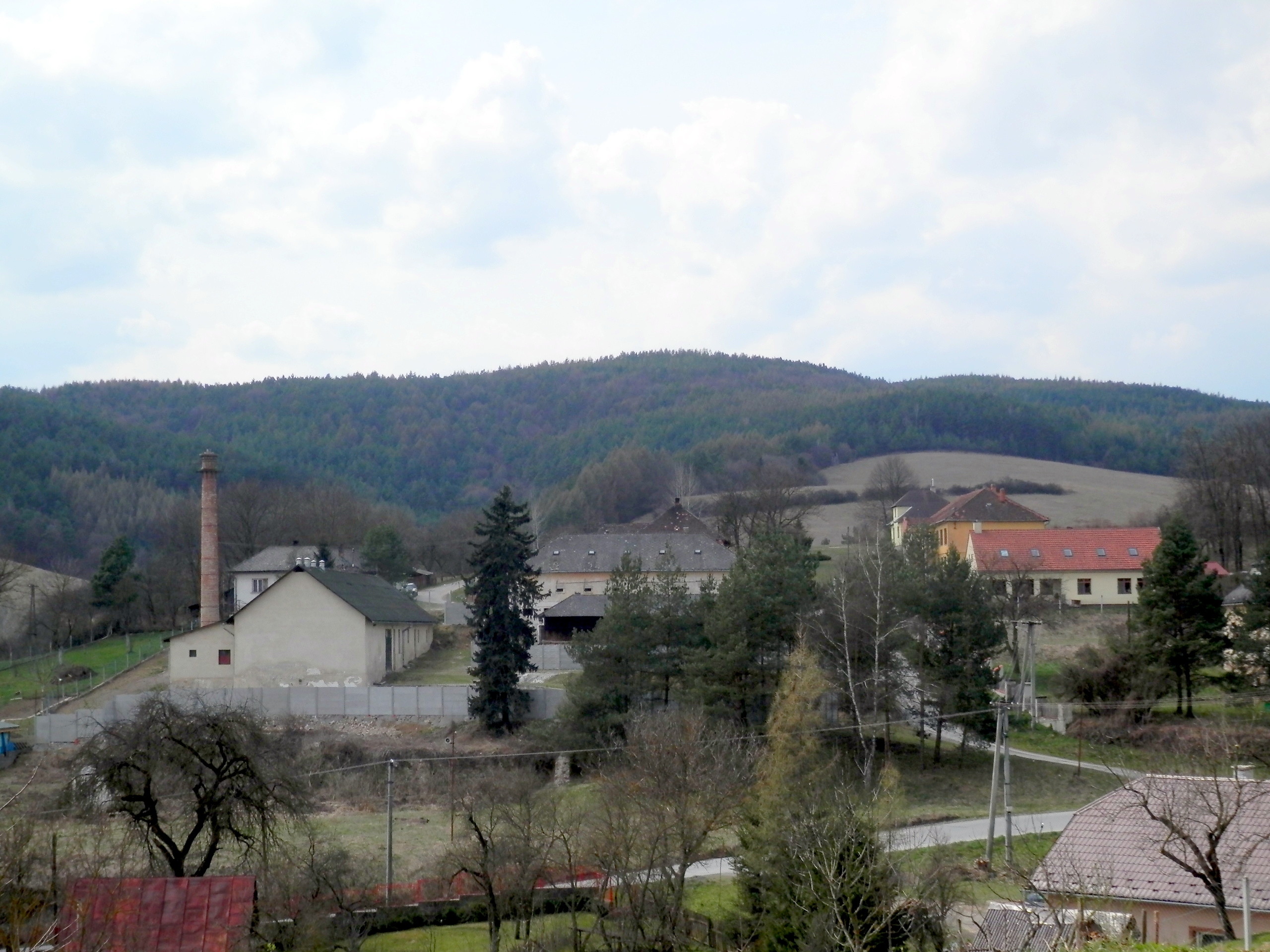
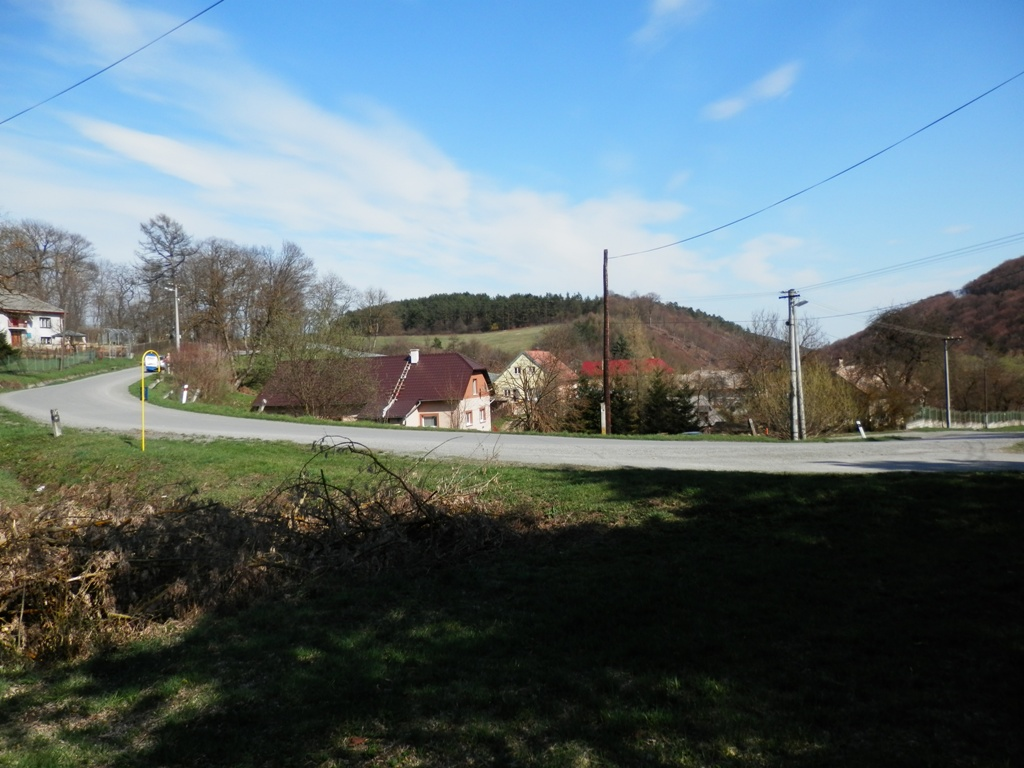
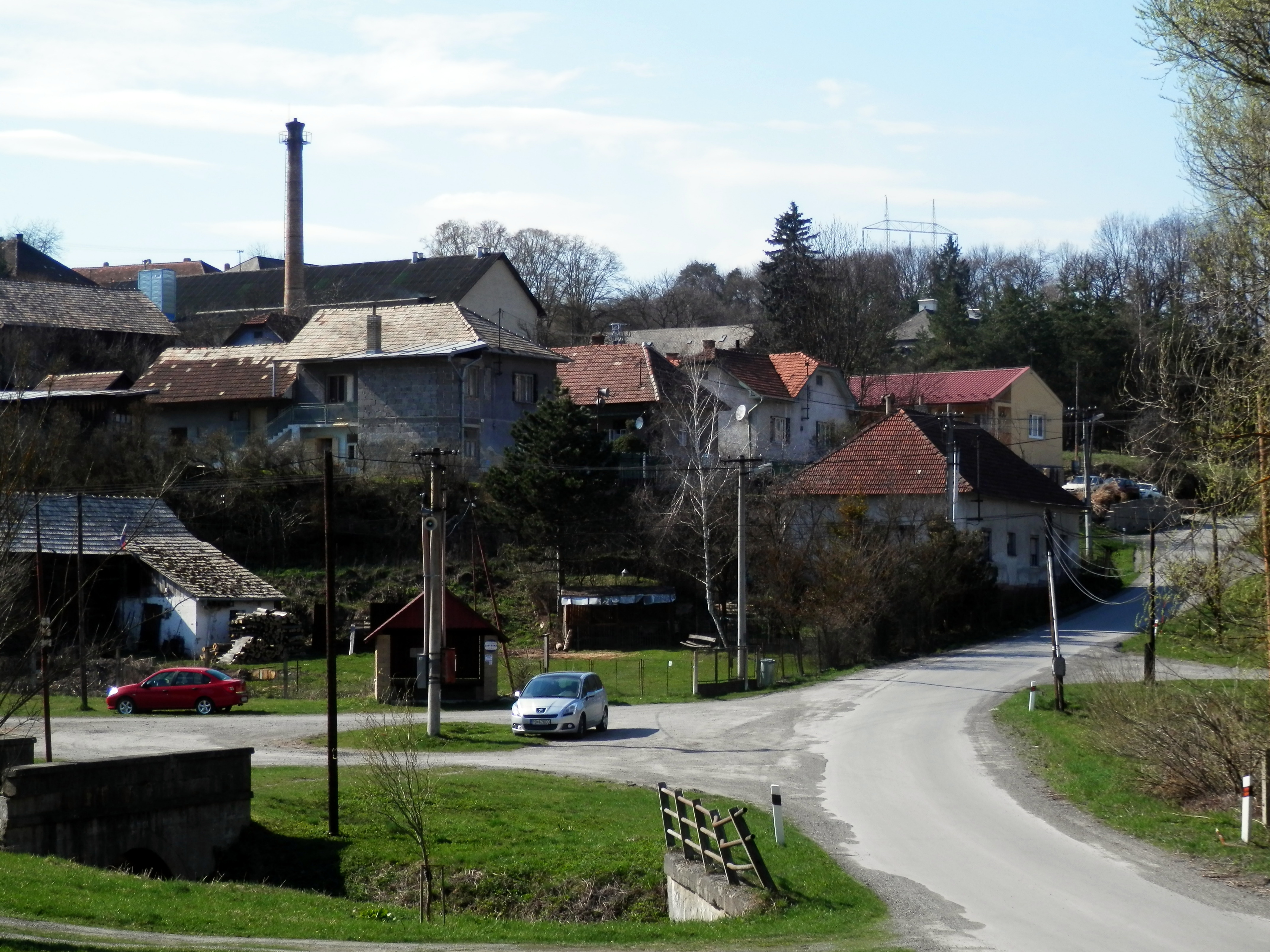

## Відомі уродженці села
- Павло Петро Ґойдич — греко-католицький єпископ Пряшівської єпархії (1940-1960), василіян, блаженний священномученик Католицької Церкви, Праведник світу.
- Степан Ґойдич — український громадський та церквовний діяч москвофільського спрямування у Словаччині, священик, журналіст, теолог, письменник.